# El lavador de cerebros
El lavador de cerebros es una historieta de Mortadelo y Filemón. La historieta se publicó por primera vez en 1987 en la revista Mortadelo. Es una de las historietas apócrifas de la serie realizadas por el Bruguera Equip en los años 1980.

## Trayectoria editorial
El lavador de cerebros es la última historia larga de Mortadelo y Filemón que no fue dibujada y, por tanto, firmada por Ibáñez. También se encuentra en la colección Olé pequeña con una portada inapropiada. La edición alemana, por su parte, tiene una portada no muy bien conseguida, pero al menos está basada en la historia.

## Sinopsis
Julius Von Pupen es un maléfico científico que ha trazado un plan para vengarse de sus compañeros científicos del Congreso de la Paz (Bacterio, el francés Boinaparte, el inglés Tatcheriron, y el chino Fu-Chu-Lin) para lo cual ha decidido lavarles el cerebro. Este científico tiene una habilidad especial: puede convertirse temporalmente en la persona que desee. Hay que hacer mención en la historieta del personaje de Taka-Ñaka, que ya tuvo una pequeña aparición en El profesor Probeta contraataca. este personaje vuelve a aparecer en este cómic, aunque con un diseño muy diferente. 
Mortadelo y Filemón se encargarán de detener a Von Pupen.